# 303ª Squadriglia
La 303ª Squadriglia del Servizio Aeronautico del Regio Esercito dal giugno 1918 difendeva la città di Novi Ligure.

## Storia
Nell'estate 1917 la Sezione Difesa dell'Aeroporto di Novi Ligure dispone di 4 Voisin III con 3 piloti e durante l'anno il comando va al Tenente Renato Gioncada che alla fine dell'anno dispone di altri 3 piloti.
Nel maggio 1918 nasce a Ponte San Pietro la 303ª Squadriglia Ansaldo S.V.A. che in giugno va a Novi Ligure comandata dal Capitano Emilio Maiocchi che al 15 settembre dispone di 12 aerei tra Voisin e SVA e 9 piloti.
Al termine del conflitto dispone di 4 piloti e viene sciolta il 18 gennaio 1919 quando aveva 10 SVA e 4 Voisin.